# Anthomyia conjucta
Anthomyia conjucta är en tvåvingeart som först beskrevs av Johann Wilhelm Meigen 1826.  Anthomyia conjucta ingår i släktet Anthomyia och familjen blomsterflugor.
Artens utbredningsområde är Tyskland. Inga underarter finns listade i Catalogue of Life.